# Mort d'une sensation
Mort d'une sensation (Гибель сенцации) est un film de science-fiction soviétique réalisé par Alexandre Andrievski (ru) et sorti en 1935.
Le film suit un jeune savant soviétique qui met au point des robots qui vont remplacer les ouvriers qui travaillent à l'usine.

## Synopsis

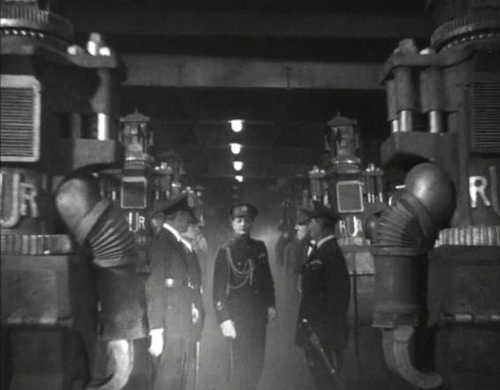
Mort d'une sensation, une scène du film.

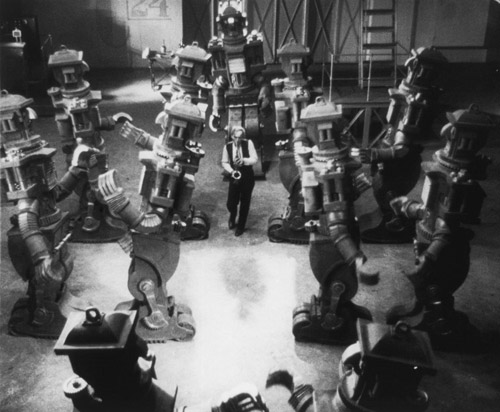
Mort d'une sensation, une scène du film.

Jim Ripple, un ingénieur soviétique issu d'une famille d'ouvriers, invente une nouvelle race de robots en vue d'aider le prolétariat pour le soulager de la pénibilité du travail à la chaîne en usine. Il théorise ainsi que la production bon marché rendra tous les biens de consommation si bas dans le coût d'achat que le capitalisme tombera inéluctablement. Cependant, les ouvriers ne partagent pas son point de vue et il est très vite considéré par ses proches comme un traître. Passant outre leur approbation, il poursuit ses recherches et met au point un élément clé de son invention, un condensateur à haute capacité qui alimente les robots. Lorsque le gouvernement commence à s'intéresser à son projet, il le détourne de son but initial en imaginant que ces robots puissent également être utilisés comme des armes de guerre.
Plus tard, Ripple se voit allouer des fonds ainsi qu'une usine top secrète pour lancer la production de robots en série. Ces derniers sont totalement dénués du sentiment de l'autonomie ou de l'intelligence et sont uniquement contrôlés par onde radio via le son, qui explique la raison de Ripple à utiliser un saxophone pour les commander. Complètement ivre, il fera même danser les robots pour s'amuser. Un jour, alors que la grève sévit dans une usine où travaille le frère de Ripple, l'administration remplace les travailleurs en grève par des robots. Constatant que les cheminées de la fabrique fument, une délégation de travailleurs s'y rend, mais ne voit aucun briseur de grève; à la place il y a les êtres mécaniques qui travaillent sur les chaînes de montage.
La tension commence à monter et la réunion se termine par un accident lorsque Ripple tente de montrer les capacités d'un robot aux ouvriers, si bien qu'un des ouvriers meurt. Cela déclenche un conflit violent entre les travailleurs et l'administration de l'usine, qui fait appel à l'armée pour maintenir l'ordre. Après avoir pris connaissance de la situation, les militaires décident d'utiliser les robots comme arme contre les ouvriers. Les robots sont alors commandés par un officier assis dans un tank à l'aide d'un dispositif de télécommande radio. Afin d'empêcher les hostilités, Ripple tente d'arrêter les robots avec un saxophone mais se fait tuer. Finalement, les ouvriers prennent le contrôle des robots à l'aide de leur propre dispositif de télécommande, qu'ils ont assemblé secrètement auparavant. Ils utilisent les formules de mesures du tout premier robot de Ripple et parviennent à stopper la production d'assemblage de nouveaux robots.

## Fiche technique
- Titre : Mort d'une sensation
- Titre original : Гибель сенцации
- Réalisation : Alexandre Andrievski (ru)
- Scénario : Gueorgui Grebnev
- Montage : Mark Magidson
- Musique : Sergueï Vassilenko
- Société de production et de distribution : Mejrabpomfilm
- Tournage : 1935[réf. nécessaire]
- Pays d'origine : URSS
- Langue : Russe
- Format : Noir et blanc
- Genre : Film de science-fiction et Film dramatique
- Durée : 85 min
- Dates de sortie : 
  -  Union soviétique : 17 avril 1935

## Distribution
- Sergueï Vecheslov : Jim Ripple
- Vladimir Gardine : Jack Ripple
- Maria Volguina : Claire Riettle, la sœur de Jim
- Anna Tchekoulaïeva : Mary Ripl, la femme de Jack
- Vassili Orlov : Charlie, l’ouvrier
- Sergueï Martinson : Diether, artiste de music-hall
- Sergueï Minine : Tom, un ouvrier
- Nikolaï Rybnikov : le maréchal
- P. Poltoratsky : Percy Grimm, ministre
- W. Ranine : Hamilton Grimm
- N. Ablov : Rotterdem, banquier
- Alexandra Khokhlova : Fille aux poupées

## Autour du film
- Le documentaire français Le temps des ouvriers, réalisé par Stan Neumann, reprend un extrait du film pour illustrer le système du chrono-analyse lors du travail à la chaîne et l'épuisement des ouvriers[2].
- Bien que l'abréviation "R.U.R." soit utilisée pour les robots, le scénario du film n'est basé qu'indirectement sur la mise en scène de la pièce R.U.R.[3] (1920) du tchécoslovaque Karel Čapek, mais est plutôt adapté du roman Émeute de fer (uk) (Залізний бунт) (1929) de l'Ukrainien Volodymyr Vladko.